# Tosa
Tosa är en hundras från Japan. Den avlades fram från 1870-talet som kamphund. Grunden var en lokal kamphund från provinsen Tosa (nuvarande prefekturen Kochi) på ön Shikoku, som korsades med västerländska hundar för att få sina egenskaper förbättrade. De raser man vet korsades in var bulldogg (1872), bullmastiff (1874), vorsteh (1876) och grand danois (1926), då hundkamper varit förbjudna sedan 1906. Man tror även att bullterrier och sankt bernhardshund kan ha använts i korsningarna. Under andra världskriget decimerades rasen svårt och fick därefter byggas upp på nytt.
I flera europeiska länder är rasen förbjuden, däribland Storbritannien, Danmark och Norge .